# Risto Arnaudovski
Risto Arnaudovski (* 9. Juli 1981 in Zagreb, Jugoslawien) ist ein kroatischer und mazedonischer Handballspieler. Seine Körperlänge beträgt 1,96 m, sein Körpergewicht liegt bei etwa 95 Kilogramm.

## Sportliche Laufbahn
Arnaudovski begann seine Profi-Handballlaufbahn beim kroatischen Handballverein RK Dubrava Zagreb, wo er schon von den Jugendjahren an spielte. Er unterbrach sein Sportstudium, um beim französischen Erstligisten Livry-Gargan zu spielen. Danach kehrte er wieder in seine Heimatstadt Zagreb zurück, um das Studium zu beenden und spielte beim kroatischen Rekordmeister RK Zagreb. Auch war er Mitglied der ersten kroatischen Handballnationalmannschaft auf Sand.
Im Juli 2012 wechselte Arnaudovski in die deutsche Handball-Bundesliga zum TuS N-Lübbecke. Sein bis zum 30. Juni 2013 datierter Vertrag wurde nach Ablauf nicht verlängert. Zu Beginn der Saison 2013/14 schloss er sich dem Drittligisten TG Münden an. Anfang Oktober 2013 verließ er Münden bereits wieder. Im Februar 2014 wechselte der 1,96 Meter große Linkshänder wieder nach Österreich um der HSG Raiffeisen Bärnbach/Köflach beim Klassenerhalt zu helfen. Nach Ende der Saison wurde sein Vertrag verlängert. Am Ende der Saison 2014/15 wurde sein Vertrag nicht verlängert. 2015/16 wurde er vom SC Ferlach für die Handball Bundesliga Austria verpflichtet. Gleich im ersten Jahr bei den Kärntnern stieg er mit der Mannschaft in die Handball Liga Austria auf. Für die Saison 2017/18 wurde er vom Ligakonkurrenten Alpla HC Hard verpflichtet.
Sein erstes Spiel für die mazedonische Nationalmannschaft bestritt er am 27. November 2010 in Skopje gegen Estland.

## Saisonbilanzen

### HLA
| Saison    | Verein               | Spielklasse | Tore | 7-Meter      | Feldtore |
| --------- | -------------------- | ----------- | ---- | ------------ | -------- |
| 2011/12   | Bregenz Handball     | HLA         | 93   | 3/6          | 90       |
| 2014/15   | HSG Bärnbach/Köflach | HLA         | 131  | 27/37        | 104      |
| 2016/17   | SC Ferlach           | HLA         | 167  | 37/47        | 130      |
| 2017/18   | Alpla HC Hard        | HLA         | 6    | 2/3          | 4        |
| 2011–2018 | gesamt               | HLA         | 397  | 69/93 (74 %) | 328      |

### HBA
| Saison    | Verein     | Spielklasse | Tore | 7-Meter      | Feldtore |
| --------- | ---------- | ----------- | ---- | ------------ | -------- |
| 2015/16   | SC Ferlach | HBA         | 172  | 36/51        | 136      |
| 2015–2016 | gesamt     | HBA         | 172  | 36/51 (71 %) | 136      |

## Erfolge
- RK Perutnina Pipo IPC Čakovec
  - Kroatischer Pokal: 2009
- RK Bosna Sarajevo
  - Bosnischer Meister: 2010
  - Bosnischer Pokal: 2010

## Auszeichnungen
- Bester Torschütze Erste kroatischen Handball Liga: 2004 und 2009
- Bester Spieler der kroatischen Cups: 2009
- Torschützenkönig der kroatischen Cups: 2009
- Zweitbester Torschütze an der Studenten WM in Polen: 2008